# Свертушка сіра
Све́ртушка сіра (Microspingus cinereus) — вид горобцеподібних птахів родини саякових (Thraupidae). Ендемік Бразилії.

## Опис
Довжина птаха становить 13 см. Верхня частина тіла сіра, нижня частина тіла білувата. Крила і хвіст темні, крила мають світлі краї, крайні стернові пера на кінці білі. Дзьоб чорнуватий, очі червонуваті.

## Поширення і екологія
Сірі свертушки мешкають у внутрішніх районах Південної Бразилії, переважно в штатах Гояс і Мінас-Жерайс. Раніше цей вид також зустрічався в штаті Мату-Гросу, однак не спостерігався там з 1904 року, та в штаті Мату-Гросу-ду-Сул (зафіксований там у 1937 році). Можливо, він там локально вимер. Також сірі свертушки спостерігалися в штатах Сан-Паулу, Еспіріту-Санту та Ріо-де-Жанейро. Вони живуть у саванах серрадо і кампо-серрадо, на пасовищах, у сухих рідколіссях. Зустрічаються на висоті від 600 до 1400 м над рівнем моря.

## Збереження
До 2017 року МСОП класифікував сірих свертушок як уразливий вид, однак пізніше він був класифікований як такий, що не потребує особливих заходів збереження. За оцінками дослідників, популяція сірих свертушок становить від 6 до 15 тисяч птахів.